# 里瓦達維亞 (薩爾塔省)
24°11′S 62°53′W / 24.183°S 62.883°W
里瓦達維亞（西班牙語：Rivadavia），是阿根廷的城鎮，位於該國西北部薩爾塔省，是里瓦達維亞縣的首府，距離薩爾塔87公里，海拔高度206米，每年平均降雨量740毫米，2001年人口8,108。